# Who Was the Other Man?
Who Was the Other Man? er en amerikansk stumfilm fra 1917 af Francis Ford.

## Medvirkende
- Francis Ford som James Walbert / Ludwig Schumann
- Duke Worne som Herbert Cornell
- William T. Horne som Washburn
- Beatrice Van som Wanda Bartell
- Mae Gaston som Marion Washburn